# Miraklet i Valby
Miraklet i Valby è un film di avventura drammatico a sfondo fantastico del 1989 diretto da Åke Sandgren.

## Trama
Sven è un giovane talento scientifico che ha adattato una vecchia roulotte in un centro di comunicazione radio. Con questa tecnologia rimane costantemente in contatto col padre, impiegato su una nave ancorata dall'altra parte del globo. Questa comunicazione improvvisamente viene interrotta da un salmo in latino. Sven non comprende cosa possa essere questa interferenza, quando a scuola il suo insegnante di fisica spiega alla classe che le onde radio possono propagarsi per migliaia di anni. Il ragazzo comprende di essere venuto in contatto con una comunicazione proveniente da un'altra epoca.
Con gli amici del cuore, Bo e Petra, compie esperimenti con la strumentazione in suo possesso, trasformando la roulotte in una macchina del tempo. Trasportati nel Medioevo vengono attaccati da dei cavalieri che catturano la ragazza, mentre i due amici fanno ritorno al presente. Decisi a tornare nel passato per salvare Petra effettuano un nuovo viaggio, avendo come ospite clandestina Hanna, sorella minore di Petra. Scoperti da un gruppo di monaci, vengono scambiati per messaggeri divini.

## Riconoscimenti
Guldbagge - 1990
Miglior film
Miglior regista a Åke Sandgren
Migliore sceneggiatura a Stig Larsson e Åke Sandgren
Premio Robert - 1990
Miglior sceneggiatura a Stig Larsson e Åke Sandgren
Miglior fotografia a Dan Laustsen
Miglior scenografia a Henning Bahs
Migliori costumi a Manon Rasmussen